# Koglekirtel
 Der er for få eller ingen kildehenvisninger i denne artikel, hvilket er et problem. Du kan hjælpe ved at angive troværdige kilder til de påstande, som fremføres i artiklen.

Koglekirtelen (på latin corpus pineale) kaldes også pinealkirtelen og epifysen. Den er knyttet til produktion af melatonin, som anses for at kunne have med diverse biologiske rytmer at gøre.
Descartes mente den var sædet for den menneskelige sjæl og dermed tankers udspring. Diverse såkaldte  "åndsvidenskaber" af New Age-typen mener den er sædet for 'det tredje øje'. 
| Anatomi | Spire Denne artikel om anatomi er en spire som bør udbygges. Du er velkommen til at hjælpe Wikipedia ved at udvide den. |